# Романув (Красноставський повіт)
Романув (пол. Romanów) — село в Польщі, у гміні Ізбиця Красноставського повіту Люблінського воєводства.
Населення — 182 особи (2011).
У 1975-1998 роках село належало до Замойського воєводства.

## Демографія
Демографічна структура станом на 31 березня 2011 року:
|          | Загалом | Допрацездатний вік | Працездатний вік | Постпрацездатний вік |
| -------- | ------- | ------------------ | ---------------- | -------------------- |
| Чоловіки | 89      | 18                 | 60               | 11                   |
| Жінки    | 93      | 13                 | 52               | 28                   |
| Разом    | 182     | 31                 | 112              | 39                   |